# Liste der Resolutionen des UN-Sicherheitsrates (1960)
Diese Liste der Resolutionen des UN-Sicherheitsrates nennt die 28 vom Sicherheitsrat der Vereinten Nationen im Jahr 1960 verabschiedeten Resolutionen.
| Nummer | Datum    | Gegenstand | Mission |
| ------ | -------- | --- | ------- |
| 133    | 26. Jan. | Aufnahme Kameruns als neues Mitglied in die Vereinten Nationen                                                       |         |
| 134    | 1. Apr.  | Situation in Südafrika nach dem Sharpeville-Massaker                                                                 |         |
| 135    | 27. Mai  | Situation zwischen den ständigen Mitgliedern des Sicherheitsrates                                                    |         |
| 136    | 31. Mai  | Aufnahme Togos als neues Mitglied in die Vereinten Nationen                                                          |         |
| 137    | 31. Mai  | Internationaler Strafgerichtshof                                                                                     |         |
| 138    | 23. Jun. | Entführung und Verschleppung Adolf Eichmanns von Argentinien nach Israel                                             |         |
| 139    | 28. Jun. | Aufnahme der Mali-Föderation als neues Mitglied in die Vereinten Nationen                                            |         |
| 140    | 29. Jun. | Aufnahme Madagaskars als neues Mitglied in die Vereinten Nationen                                                    |         |
| 141    | 5. Jul.  | Aufnahme Somalias als neues Mitglied in die Vereinten Nationen                                                       |         |
| 142    | 7. Jul.  | Aufnahme der Demokratischen Republik Kongo (damals noch Republik Kongo) als neues Mitglied in die Vereinten Nationen |         |
| 143    | 17. Jul. | Kongokrise | ONUC    |
| 144    | 19. Jul. | Beschwerde Kubas gegenüber den USA                                                                                   |         |
| 145    | 22. Jul. | Kongokrise |         |
| 146    | 9. Aug.  | Kongokrise |         |
| 147    | 23. Aug. | Aufnahme Benins als neues Mitglied in die Vereinten Nationen                                                         |         |
| 148    | 23. Aug. | Aufnahme Nigers als neues Mitglied in die Vereinten Nationen                                                         |         |
| 149    | 23. Aug. | Aufnahme Burkina Fasos als neues Mitglied in die Vereinten Nationen                                                  |         |
| 150    | 23. Aug. | Aufnahme der Elfenbeinküste als neues Mitglied in die Vereinten Nationen                                             |         |
| 151    | 23. Aug. | Aufnahme des Tschad als neues Mitglied in die Vereinten Nationen                                                     |         |
| 152    | 23. Aug. | Aufnahme der Republik Kongo als neues Mitglied in die Vereinten Nationen                                             |         |
| 153    | 23. Aug. | Aufnahme Gabuns als neues Mitglied in die Vereinten Nationen                                                         |         |
| 154    | 23. Aug. | Aufnahme der Zentralafrikanischen Republik als neues Mitglied in die Vereinten Nationen                              |         |
| 155    | 23. Aug. | Aufnahme Zyperns als neues Mitglied in die Vereinten Nationen                                                        |         |
| 156    | 9. Sep.  | Sanktionen gegen die Dominikanische Republik                                                                         |         |
| 157    | 17. Sep. | Kongokrise |         |
| 158    | 28. Sep. | Aufnahme des Senegal als neues Mitglied in die Vereinten Nationen                                                    |         |
| 159    | 28. Sep. | Aufnahme Malis als neues Mitglied in die Vereinten Nationen                                                          |         |
| 160    | 7. Okt.  | Aufnahme Nigerias als neues Mitglied in die Vereinten Nationen                                                       |         |